# Zgromadzenie zakonne
Zgromadzenie zakonne – jedna ze wspólnotowych form życia konsekrowanego; instytuty zakonne bądź zorganizowane wspólnoty osób świeckich i duchownych, pragnących żyć według reguł zakonnych. 
Nazwą tą objęte są wszystkie właściwe zgromadzenia zakonne, których członkowie składają śluby zwykłe. Należą do nich także zgromadzenia zakonne bezhabitowe oraz stowarzyszenia życia konsekrowanego (ze ślubami prywatnymi).
W niektórych zakonach i zgromadzeniach zakonnych praktykowany jest zwyczaj przyjmowania nowego imienia przez osobę do nich wstępującą. Akt ten wskazuje na jej nową tożsamość i nową misję. Ukazuje powołanie boże jako coś osobistego i niepowtarzalnego, tak jak to czyni w przypadku Szymona, nazywanego przez Jezusa „Piotrem”(zob. Mt 16,18). 
Po Soborze Watykańskim II w Kościele katolickim można wyróżnić następujące formy wspólnotowego życia konsekrowanego:
- zakony i zgromadzenia zakonne;
- stowarzyszenia życia apostolskiego;
- instytuty świeckie.

Ma to swoje odbicie w posoborowym Kodeksie Prawa Kanonicznego.